# Rena Schandl
Rena Schandl  (* 1962  in Krems an der Donau) ist eine österreichische Kinderbuchautorin. Ein auf Basis eines ihrer Bücher erstelltes Echtzeit-3D-Videospiel mit dem Titel Leo der Hase aus Niederösterreich wurde im Jahr 2007 mit dem Staatspreis für Multimedia und e-business in der Kategorie Kultur, Unterhaltung und Spiele ausgezeichnet.

## Leben
Rena Schandl verlebte ihre Kindheit, bedingt durch die frühe Entzweiung der Eltern, bei Mutter und Großeltern in bescheidenen Verhältnissen in einer kleinen ländlichen Gemeinde in Niederösterreich. Nach der Grundschule besuchte sie über Entscheidung der Mutter eine dreijährige Handelsschule und arbeitete danach viele Jahre im öffentlichen Dienst.
Die Förderung ihrer geisteswissenschaftlichen Talente gelang ihr erst im Erwachsenenalter durch das Studium der Kunstgeschichte, im Zuge dessen sich auch ihre Schreibbegabung zeigte. Ermutigt durch die regionale Bekanntheit, die sie mit "Leo liest – Eine Geschichte übers Lesen anhand eines Streifzugs durch die Vergangenheit des Landes Niederösterreich" erlangte, entschloss sie sich, ihren Debütroman unter dem Titel "Natti und John" fortzusetzen, worin sie die Kindheitseindrücke vom Leben auf dem Land in ihre reiche Fantasiewelt einfließen lässt.
Seit 1989 ist sie verheiratet und lebt seither mit ihrer eigenen Familie unweit ihres Geburtsortes.

## Veröffentlichungen
- Das Donau-Kind. Verlag L & L, Pottenbrunn 2018. ISBN 978-3-902928-04-7
- Natti und John. Verlag Berger, Horn,  2022.
  - Band I: Das Geheimnis und Die abenteuerliche Reise. ISBN 978-3-902589-59-0 (2. Auflage, revidierte Ausgabe).
  - Band II: Spione am Werk. ISBN 978-3-902589-60-6.
  - Band III: Lebensgefahr. ISBN 978-3-902589-61-3.
  - Band IV: Gerechtigkeit für Mary-Jane  ISBN 978-3-902589-67-5
  - Band V: So lange Herzblut in uns fließt. ISBN 978-3-99137-010-9.
- Natti und das Wunder-Notebook. Eine fantasievolle Geschichte in zwei Teilen. Ed. Weinviertel, Gösing/Wagram, 2004, ISBN 3-901616-70-5.
- Leo liest. Eine Geschichte übers Lesen anhand eines Streifzugs durch die Vergangenheit des Landes Niederösterreich. Hrsg.: Kreativ – Verein zur Förderung der Nachhaltigen Entwicklung Kreativer Potenziale, St. Pölten, 2008.